# Стукас, Алексей Валерьевич
Алексей Валерьевич Стукас (азерб. Aleksey Stukas; укр. Олексій Валерійович Стукас; 17 февраля 1979, Одесса, Украинская ССР, СССР — 2002, Одесса, Украина) — украинский и азербайджанский футболист, полузащитник.

## Клубная карьера
Воспитанник одесского футбола. В шестнадцатилетнем возрасте дебютировал во второй лиге в команде «Динамо-Флэш». После завершения сезона 1995/96 этот клуб получил любительский статус. Алексей продолжил выступления на любительском уровне.
В 1998 году был приглашён в «Нефтчи». В азербайджанской команде стал обладателем Кубка страны, а также автором 500-го гола команды в чемпионате. Получил азербайджанское гражданство.
После возвращения на Украину провёл один сезон в составе МФК «Николаев», где выступал вместе с другим натурализованным азербайджанцем — Владимиром Пошехонцевым и будущим гражданином этой страны — Александром Чертогановым.

## Карьера в сборной
В 1999 году двадцатилетний Алексей Стукас, играя за «Нефтчи», провёл 4 матча в составе сборной Азербайджана.